# Marie-Claire Kirkland-Casgrain
Marie-Claire Kirkland ou Marie-Claire Kirkland-Casgrain (née le 8 septembre 1924 à Palmer (Massachusetts) et morte le 24 mars 2016) est une avocate, femme politique, puis juge québécoise. Elle a été la première femme députée de l'Assemblée législative du Québec, la première femme membre du Conseil des ministres, la première femme juge à la Cour provinciale ainsi que la première femme à obtenir des funérailles nationales au Québec.
Député libérale sous les gouvernements de Jean Lesage puis de Robert Bourassa, son engagement politique reflète ses idéaux féministes. Elle est au cœur de grandes réformes, notamment la création du Conseil du statut de la femme (1973) et la Loi sur la capacité juridique de la femme mariée (1964), qui permet aux Québécoises d’exercer des actes juridiques sans nécessiter le consentement de leur mari.

## Biographie

### Enfance et formation

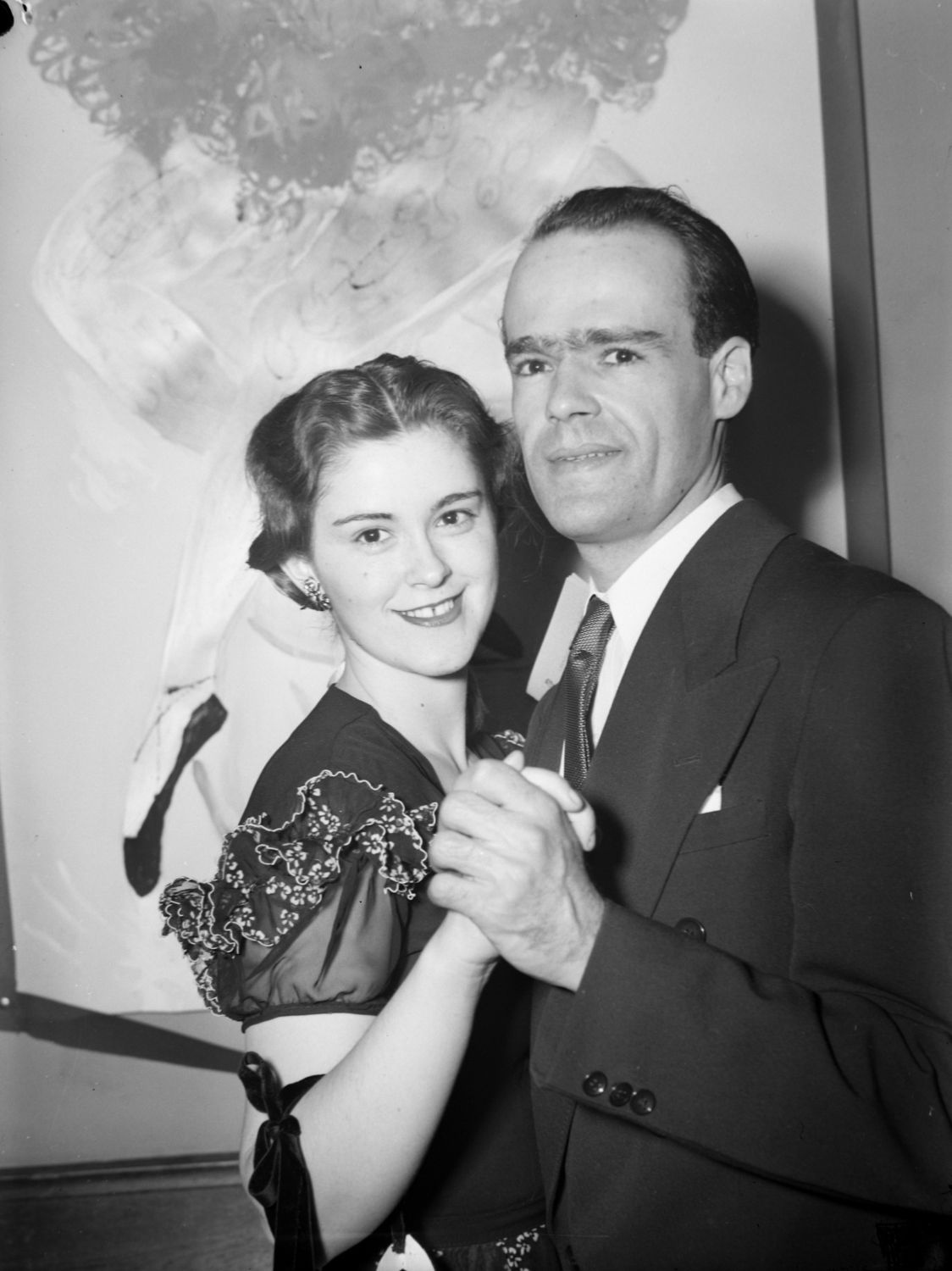
À l'occasion du Mardi gras, Claire Kirkland danse avec le docteur G. Bowen (19 février 1947).

Enfant unique de Rose Demers et de Charles-Aimé Kirkland, Marie-Claire Kirkland naît le 8 septembre 1924 à Palmer, dans l'État du Massachusetts, aux États-Unis. Elle voit le jour tout près de l'université Harvard où son père, jeune médecin québécois, se spécialise. Sa famille rentre ensuite à Montréal et elle passe son enfance à Ville-St-Pierre (aujourd'hui fusionnée à Lachine), où son père pratique la médecine. 
À 7 ans, elle devient pensionnaire d'un établissement de la Congrégation Notre-Dame, puis demi-pensionnaire au Couvent Villa-Maria. Elle commence ses études universitaires en droit à l'Université McGill en 1947, y obtient un baccalauréat ès arts et sa licence en droit. Après une formation en droit international à Genève, elle est admise au barreau du Québec en 1952. Elle pratique sa profession à Montréal, au cabinet de Mes Cerini et Jamieson, jusqu'en 1961.
En 1954, Claire Kirkland épouse l'avocat Philippe Casgrain avec qui elle aura trois enfants : Lynne-Marie (qui a pratiqué le droit au cabinet Grey Casgrain Avocats avant de devenir ombudsman au CUSM), Kirkland (juge à la Cour Supérieure du Québec) et Marc. Le couple divorcera 17 ans plus tard, en 1971.
Parallèlement à la pratique du droit, Marie-Claire Kirkland-Casgrain suit avec intérêt la carrière politique de son père, le docteur Charles-Aimé Kirkland, député libéral de la circonscription de Jacques-Cartier. Très tôt, elle s'implique dans les affaires publiques. Elle est conseillère de la Jeunesse libérale dans Jacques-Cartier, présidente du Comité de la constitution du Club Mariana B. Jodoin et de la Fédération des femmes libérales du Québec. De plus, elle est membre-fondatrice de l'Association des femmes avocates de la province de Québec. Durant ces mêmes années, elle écrit aussi dans la revue Châtelaine la chronique « Ce que j'en pense ».

### Carrière politique
L'année 1961 marque la mort de Charles-Aimé Kirkland, député de Jacques-Cartier. Sous la bannière du Parti libéral du Québec, Marie-Claire Kirkland-Casgrain succède à son père en remportant l'élection partielle du 14 décembre 1961 : c'est le début d'une carrière politique riche en accomplissements. Elle devient ministre d'État dans le cabinet Lesage le 5 décembre 1962. En l'honneur de la première femme ministre, le Premier ministre Jean Lesage reçoit à déjeuner Mme Kirkland-Casgrain au Café du parlement le 5 février avec comme invité d'honneur les femmes des ministres de son cabinet et la femme de M. Paul Comtois, lieutenant-gouverneur. 

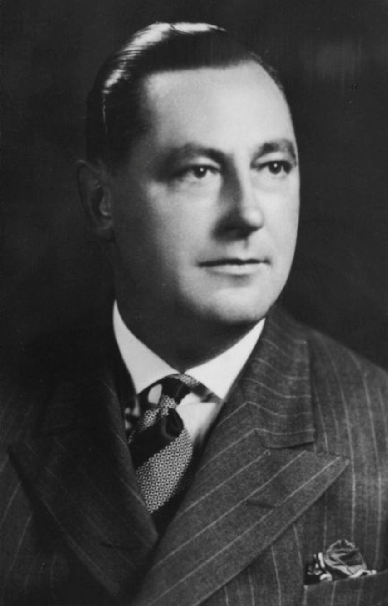
Le docteur Charles-Aimé Kirkland, père de Marie-Claire Kirkland-Casgrain et député libéral à l'Assemblée nationale du Québec. Sa fille lui succède dans la circonscription de Jacques-Cartier en 1961.

Marie-Claire Kirkland Casgrain s'illustre particulièrement dans la défense des droits de la femme. En 1964, elle présente le projet de loi 16, Loi sur la capacité juridique de la femme mariée, qui permet d'exercer des actes juridiques sans le consentement de l'époux, comme signer un bail ou ouvrir un compte bancaire. On lui doit aussi la création de l'Institut de tourisme et d'hôtellerie du Québec (ITHQ), fondé à son initiative en 1968,  alors qu'elle est ministre du Tourisme, de la Chasse et de la Pêche. En 1969 elle fait adopter la Loi concernant les régimes matrimoniaux et l'établissement de la société d'acquêts, en 1972 la Loi sur les biens culturels  qui permet au ministre des Affaires culturelles de classer un bien même contre l'avis de son propriétaire et en 1973 la Loi 63, établissant le Conseil du statut de la femme, un organisme ayant pour but de conseiller le gouvernement sur les enjeux liés aux femmes québécoises et de sensibiliser la population.
De 1964 à 1966, elle est ministre des Transports et des Communications. Elle est réélue en 1966, cette fois dans la circonscription de Marguerite-Bourgeoys, qu'elle représentera jusqu'en 1973. En 1969, alors qu'elle est dans l'opposition officielle, elle fait adopter la Loi concernant les régimes matrimoniaux et l'établissement de la société d'acquêts qui privilégie le partage de la valeur des biens accumulés pendant le mariage tout en permettant à chacun des époux d'exclure certains biens qui leur sont propres. 
De 1970 à 1972, elle est nommée ministre du Tourisme, de la Chasse et de la Pêche sous le premier gouvernement de Robert Bourassa et élabore un livre blanc sur l'accessibilité des territoires de chasse et de pêche, qui s'est traduit par la création des réserves fauniques du Québec. Alors qu'elle est ministre des Affaires culturelles de 1972 à 1973, elle préside également l'adoption de la Loi sur les biens culturels (devenue en 2011 la Loi sur le Patrimoine culturel) et la Loi 63 établissant un Conseil du statut de la femme. 

Kirkland-Casgrain détient plusieurs titres de pionnière en politique québécoise. Elle est la première femme élue députée de l'histoire du Québec en 1961, la première à être nommée ministre lorsque Jean Lesage lui confie un ministère d'État (sans portefeuille) en 1962, la première femme à se présenter devant le Comité des projets de loi privés de l'Assemblée législative du Québec (en 1964 avec la Loi 16), la seule femme membre du gouvernement provincial du Québec de 1961-1973, la première femme à être nommée Premier ministre intérimaire d'un gouvernement provincial en l'absence de Robert Bourassa entre le 2 août et le 6 août 1972. 

### Après la politique
Kirkland-Casgrain quitte la scène politique à la suite de sa nomination à titre de juge de la Cour provinciale et présidente de la Commission du salaire minimum, le 14 février 1973. Elle devient ainsi la première femme juge à la Cour provinciale. Sous sa présidence, la Commission augmente de 35% le taux de salaire minimum dès la fin de l'année 1973. En 1980 elle devient juge dans le district judiciaire de Montréal avant de prendre sa retraite en 1991, à l'âge de 67 ans. 
Le 14 décembre 2001, lors du 40e anniversaire de sa première élection, les membres de l'Assemblée nationale du Québec lui ont rendu un vibrant hommage. Pour l'occasion, une salle du restaurant Le Parlementaire, située dans l'hôtel du Parlement, a été nommée en son honneur. En 2007, elle épouse Wyndham Strover, un avocat à Rothersay (Nouveau-Brunswick), avec qui elle passera les dernières années de sa vie. En 2012, un monument érigé près de l'Assemblée nationale lui rend hommage en compagnie d'autres pionnières de la lutte des femmes au Québec : Idola Saint-Jean, Marie Gérin-Lajoie et Thérèse Casgrain.

### Mort
Marie-Claire Kirkland-Casgrain meurt le 24 mars 2016 à Montréal à l'âge de 91 ans. Le même jour, le Premier ministre du Québec Philippe Couillard annonce la tenue de funérailles nationales « pour souligner l’engagement et le dévouement de Mme Kirkland-Casgrain qui, en tant que première femme à exercer des fonctions dans les domaines politique et juridique au Québec, a mis ses convictions au service de l’égalité entre les femmes et les hommes ». De ce fait, elle devient la première femme à avoir des funérailles nationales au Québec.

## Engagement social
Outre ses engagements déjà mentionnés (Jeunesse libérale, Club Mariana B. Jodoin, Fédération des femmes libérales du Québec, Association des femmes avocates de la province de Québec, revue Châtelaine), Marie-Claire Kirkland fût aussi Vice-présidente du conseil exécutif de la Ligue de sécurité de la province de Québec, membre directrice de l'Orchestre de chambre de McGill, gouverneure à vie de la Corporation de l'Hôpital Douglas et fondatrice et présidente du chapitre canadien de l'Alliance internationale des femmes.

## Honneurs

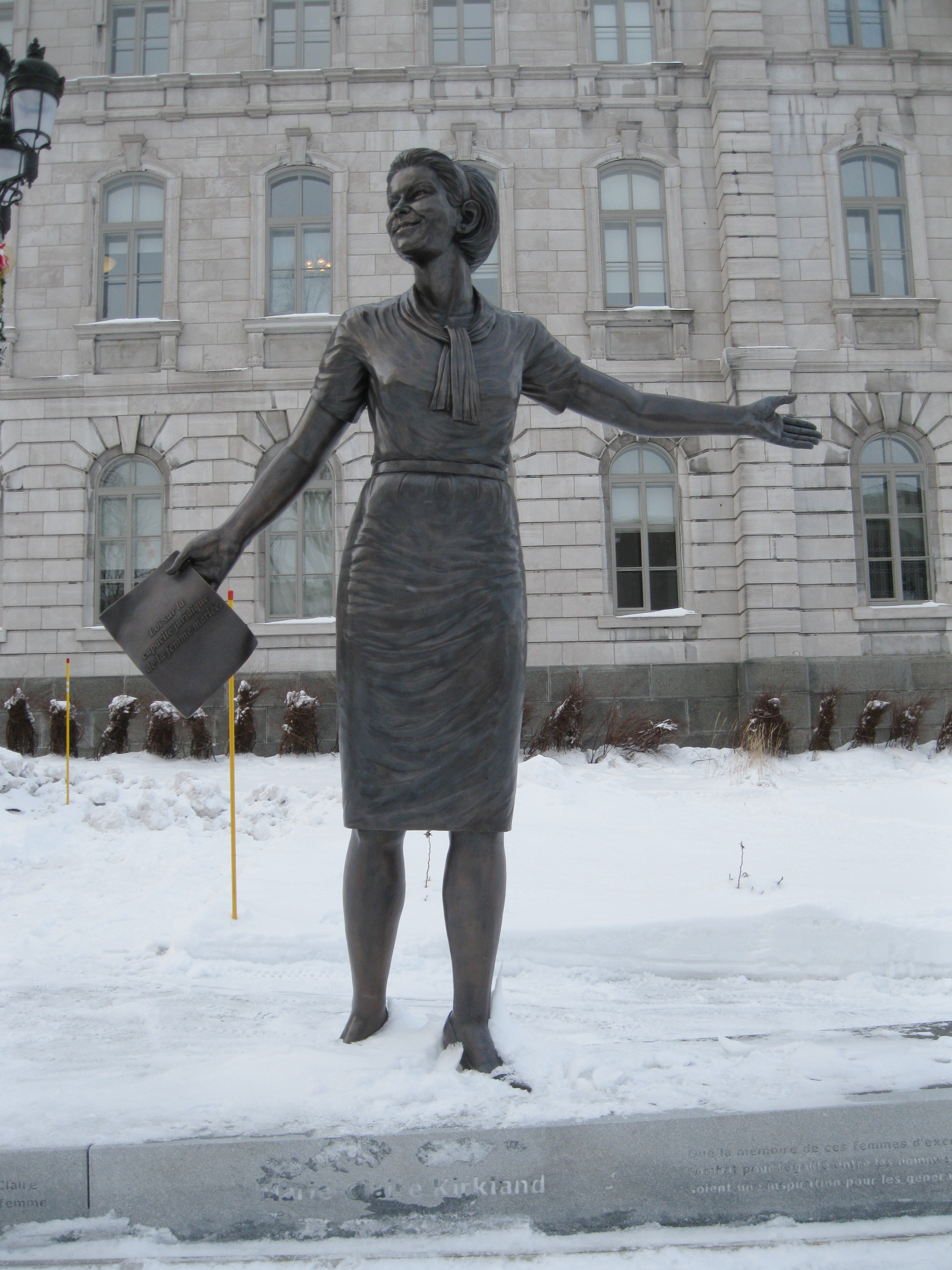
Monument en hommage aux femmes en politique, colline parlementaire de Québec.

### Prix et décorations
- 1985 : Chevalier de l'ordre national du Québec[21],[22]
- 1992 : Membre de l'ordre du Canada
- 1993 : Médaille du Gouverneur général du Canada, en commémoration de l'affaire « personne »[23]
- 2001 : Médaille de la présidence de l'Assemblée nationale[24]
- 2002 : Médaille du jubilé d'or de la reine Élisabeth II[25]
- 2002 : Prix Pfizer de la pionnière par la Fondation Y des femmes de Montréal
- 2005 : Médaille du Barreau du Québec, pour sa contribution exceptionnelle au Québec moderne
- 2005 : Médaille de l'Assemblée nationale[26]
- Grade de grande dame de l'ordre de Saint-Jean de Jérusalem

### Doctorats honorifiques
- 1965 : Université Moncton
- 1975 : Université York
- 1997 : Université McGill (droit)

### Lieux et monuments commémoratifs
- 2017 : Parc nommé en son nom dans l'arrondissement de LaSalle à Montréal ou encore sur le territoire de la circonscription Marguerite-Bourgeoys qu'elle représente de 1966 à 1973[27].
- 2017 : Statue érigée devant le parlement du Québec en compagnie de celles de Thérèse Casgrain, Marie Gérin-Lajoie et Idola Saint-Jean par l'artiste Jules Lasalle[28].
- 2019 : Une salle de commission parlementaire de l’Assemblée nationale du Québec est nommée en son nom[29].